# Ґуґґенгайм (родина)
Родина Ґуґґенгаймів — американська промислова родина, що походить з Ленґнау, Швейцарія, яка свого часу домінувала на світовому ринку міді, срібла та свинцю. Назва походить від ельзаського села Ґуженайм (Ґуґенгайм у німецькій транскрипції).

## Походження родини
Американська лінія Ґуґґенгаймів сягає своїм походженням від Саймона Ґуґґенгайма (1792–1869), який походив з Ленґнау з швейцарського кантону Аарґау. Ленґнау та сусіднє місто Ендінґен були єдиними місцями, де євреям дозволялося селитися у Швейцарії протягом 18 та 19 століть. У 1847 році він емігрував до США зі своєю другою дружиною та дітьми. Зі своїм єдиним сином Меєром Ґуґґенгаймом він заснував торговельну компанію у Філадельфії. Срібний рудник, який Меєр Ґуґґенгайм придбав у 1881 році, заклав основу для потужної гірничодобувної компанії, якій часом належало до 80 % світового виробництва міді, срібла та свинцю.

## Члени родини

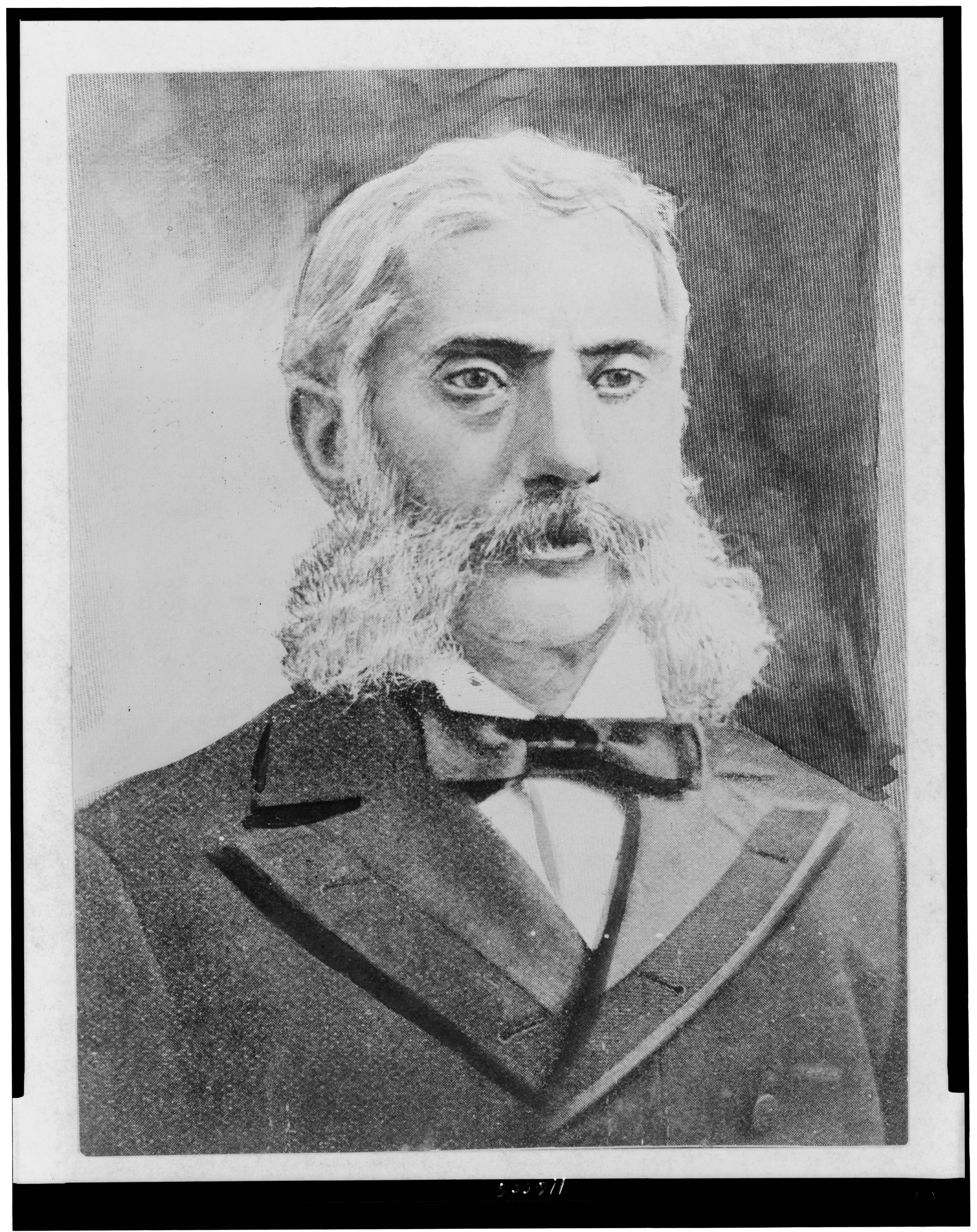
Меєр Ґуґґенгайм (1828–1905)

- Меєр Ґуґґенгайм (1828–1905) ⚭ Барбара Майєрс (1834–1900)
  - Ісаак Ґуґґенгайм (1854–1922) ⚭ Керрі Зоннеборн (* 1859)
    - Бьюла В. Ґуґґенгайм (1877–1960)
    - Едіт Б. Ґуґґенгайм (1880–1960)
    - Гелен Ґуґґенгайм (1886–1962) ⚭ Едмунд Л. Гаас

  - Даніель Ґуґґенгайм (1856–1930) ⚭ Флоренс Шльосс (* 1863)
    - Меєр Роберт Ґуґґенгайм (1885–1959), дипломат, посол у Португалії
    - Гаррі Френк Ґуґґенгайм (1890–1971), дипломат, співзасновник газети Newsday
    - Ґледіс Елеонора Ґуґґенгайм (1895–1980) ⚭ Роджер Вільям Штраус (1891–?)

  - Мюррей Ґуґґенгайм (1858–1939) ⚭ Леоні Бернгайм (1865–1959)
    - Едмонд А. Ґуґґенгайм (1888–1972) ⚭ Меріон Прайс (1888–?)
    - Люсіль Ґуґґенгайм (1894–1972)

  - Соломон Р. Ґуґґенгайм (1861–1949), промисловець, засновник Фонду Соломона Р. Ґуґґенгайма ⚭ Ірен М. Ротшильд (* 1868)
    - Елеонора Мей Ґуґґенгайм (* 1896)
    - Ґертруда Р. Ґуґґенгайм (1898–1966)
    - Барбара Жозефіна Ґуґґенгайм (* 1904)

  - Бенджамін Ґуґґенгайм (1865–1912), промисловець ⚭ Флоретт Селіґман (1870–1937)
    - Беніта Розалінд Ґуґґенгайм (1895–1927)
    - Маргарита «Пеґґі» Ґуґґенгайм (1898–1979), меценат, колекціонерка та власниця галерей
    - Барбара Гейзел Ґуґґенгайм (1903–1995)

  - Роберт Дж. Ґуґґенгайм (1867–1876), брат-близнюк Саймона, помер у дитинстві
  - Саймон Ґуґґенгайм (1867–1941), бізнесмен і сенатор США, засновник Меморіального фонду Джона Саймона Ґуґґенгайма ⚭ Ольга Гірш (* 1877)
    - Джон Саймон Ґуґґенгайм (1905–1922)
    - Джордж Ґуґґенгайм (* 1907)

  - Вільям Б. Ґуґґенгайм (1868–1941)
  - Роуз Ґуґґенгайм (1871–1945) ⚭ Альберт Льоб
    - Гарольд А. Льоб (* 1891)
    - Едвін М. Льоб (* 1894)
    - Віллард Е. Льоб (* 1896)

  - Кора Ґуґґенгайм (1873–1956) ⚭ Луї Ф. Ротшильд (* 1869)
    - Луї Ф. Ротшильд-молодший (1900–1902)
    - Мюріел Б. Ротшильд (* 1903)
    - Гвендолін Ф. Ротшильд Ґуґґенгайм (* 1906) ⚭ Шарль Демерон (* 1902)
      - Александер Ґуґґенгайм (* 1941) ⚭ Селін Луїза ван дер Брінк (* 1948) 
        - Седрік Ґуґґенгайм (* 1981)

## Вебпосилання
- Який стосунок музеїв Ґуґґенгайма до села в Аарґау. У: Zeitblende на Швейцарському радіо та телебаченні, 9 березня 2024 р. (аудіо)

## Окремі посилання
1. ↑  Guggenheim німецькою, французькою та італійською //  Історичний словник Швейцарії. Eine andere Linie vertritt z. B. der Hamburger Kaufmann Abraham Gugenheim († 1766), der Schwiegervater von Moses Mendelssohn, mit Ursprüngen aus Worms.

## Вебпосилання
- Zeitungsartikel über Guggenheim in den Historischen Pressearchiven der ZBW